# Eesti Ekspress
Eesti Ekspress (укр. Естонський експрес) — естонська щотижнева газета, заснована в 1989 році. Eesti Ekspress була першою політично незалежною газетою в Естонській Радянській Соціалістичній Республіці під час радянського контролю над Естонією.
Газету публікує AS Eesti Ajalehed, частина публічної медіа-компанії Ekspress Grupp (EEG1T), яка котирується на Талліннській фондовій біржі. У березні 2010 року газета перейшла на журнальний формат (275 × 355 мм), що нагадує Der Spiegel і Stern.

## Історія
Газета була заснована в 1989 році журналістом Хансом Луйком, використовуючи політику перебудови та гласності Горбачова. Перший номер вийшов 22 вересня 1989 року. Штаб-квартира знаходиться в Таллінні.
Газета протягом усієї своєї історії виходила практично в одному форматі, хоча й з низкою додатків. День випуску змінено з четверга на середу 30 квітня 2014 року.
Eesti Ekspress має ліберальну позицію та є одним із розслідувальних видань в Естонії. Газета оприлюднила низку важливих історій і була відома своєю інноваційністю. Значно товстіша за інші газети пізньої радянської доби, вона однією з перших застосувала цифрові видавничі технології та фотоверстку. Отже, він був сумно відомий тим, що популяризував неправильне використання «sh» і «zh» при заміні символів «š» і «ž», які наприкінці 1980-х років були досить незручними для комп’ютерної обробки, але з’являються в ряді естонських запозичених слів. (наприклад, garaaž, запозичене з французької garage та tšau з італійської ciao) та імена, транслітеровані зі слов’янських мов.
Газета залишається однією з найпопулярніших газет в Естонії, її наклад у 2015 році становив 28 000 примірників. З 2016 року головним редактором Eesti Ekspress став відомий естонський журналіст Ерік Морра.
З 1 листопада 2021 року головним редактором газети стала Мерілі Нікколо. Ерік Морра продовжив роботу в тому ж виданні як відповідальний редактор, куруючий статті на громадські теми.

## Музичні чарти
З 2018 по 2020 роки газета займалася проведенням Eesti Tipp-40 — національного хіт-параду музичних новинок Естонії та світу. Чарт публікувався кожного понеділка.